# Либенталь (Минераловодский район)
Либенталь (нем. Liebental) — упразднённое село в Минераловодском районе Ставропольского края России. 

## География
Село располагалось к юго-востоку от Ставрополя на реке Сухой Карамык у села Розовка.

## История
В 1925 г. хутор Либенталь входил в состав Розовского сельсовета Курсавского района Ставропольского округа Орджоникидзевского края. На хуторе насчитывалось 43 двора.  
К началу 1940-х годов хутор слился с селом Розовка (ныне северо-западная часть села).

## Население
| Год     | 1926 |
| ------- | ---- |
| Человек | 294  |